# Municipio de Sylvan (condado de Osceola)
El municipio de Sylvan (en inglés: Sylvan Township) es un municipio ubicado en el condado de Osceola en el estado estadounidense de Míchigan. En el año 2010 tenía una población de 1099 habitantes y una densidad poblacional de 12,07 personas por km².

## Geografía
El municipio de Sylvan se encuentra ubicado en las coordenadas 43°56′34″N 85°8′49″O / 43.94278, -85.14694. Según la Oficina del Censo de los Estados Unidos, el municipio tiene una superficie total de 91.07 km², de la cual 89,51 km² corresponden a tierra firme y (1,72 %) 1,57 km² es agua.

## Demografía
Según el censo de 2010, había 1099 personas residiendo en el municipio de Sylvan. La densidad de población era de 12,07 hab./km². De los 1099 habitantes, el municipio de Sylvan estaba compuesto por el 97,09 % blancos, el 0,73 % eran afroamericanos, el 0,18 % eran asiáticos, el 0,09 % eran de otras razas y el 1,91 % eran de una mezcla de razas. Del total de la población el 1,46 % eran hispanos o latinos de cualquier raza.